# Rudolf Haym
Rudolf Haym, född den 5 oktober 1821 i Grünberg, Schlesien, död den 27 augusti 1901 i Sankt Anton, Tyrolen, var en tysk litteraturhistoriker.
Haym tillhörde nationalförsamlingen i Frankfurt 1848 och skrev från högercentrums ståndpunkt Die deutsche Nationalversammlung (3 band, 1848–1850) om denna. År 1850 utvisades han från Berlin och slog sig ned i Halle, där han föreläste i filosofi och nyare tysk litteraturhistoria, sedan 1868 som ordinarie professor. Åren 1858–1864 redigerade Haym "Preussische Jahrbücher", där han även var en flitig medarbetare. 
Utom uppsatserna i denna tidskrift, vilka utkom 1903 som Gesammelte Aufsätze, skrev Haym flera omfattande och gedigna arbeten, Wilhelm von Humboldt (1856), Hegel und seine Zeit (1857), Arthur Schopenhauer (1864), Die romantische Schule (1870; nytryck 1902), Herder (2 band, 1877–1885), som är hans främsta verk, och Das Leben Max Dunckers (1891). År 1902 utkom den självbiografiska Aus meinem Leben.
Haym räknas till centrumhegelianerna, vilka sökte en försoning mellan vänster- och högerhegelianerna.